# Rory Sparrow
Rory Darnell Sparrow (Suffolk, Virginia, 12 de junio de 1958) es un exjugador de baloncesto estadounidense que disputó doce temporadas en la NBA, además de jugar en la CBA. Con 1,88 metros de estatura, jugaba en la posición de base.

## Trayectoria deportiva

### Universidad
Jugó durante cuatro temporadas con los Wildcats de la Universidad Villanova, en las que promedió 9,5 puntos, 4,0 asistencias y 2,2 rebotes por partido. Figura en la actualidad como el quinto jugador de la historia de los Wildcats con más asistencias repartidas, 495.

### Profesional
Fue elegido en la septuagésimo quinta posición del Draft de la NBA de 1980 por New Jersey Nets, pero fue despedido en primera instancia, recalando en la CBA hasta que en el mes de diciembre fue contratado por los Nets por diez días, contrato que finalmente se extendió hasta el final de la temporada. Jugó 15 partidos, en los que promedió 3,7 puntos y 2,1 asistencias.
Al año siguiente fue traspasado a Atlanta Hawks a cambio de una futura cuarta ronda del draft. En su primera temporada en los Hawks fue titular indiscutible desde el primer partido, acabando la misma promediando 10,5 puntos y 5,2 asistencias por partido. Mediada la temporada siguiente fue traspasado a New York Knicks a cambio de Scott Hastings y dinero.
En los Knicks se hizo rápidamente con el puesto de titular, y ya en su primera temporada completa fue uno de sus jugadores más destacados, promediando 10,4 puntos y 6,8 asistencias por partido. En la temporada 1984-85 consiguió su mejor marca de asistencias de toda su carrera, al repartir 7,1 cada encuentro.
Durante su estancia en los Knicks fundó la Rory F. Sparrow Foundation, una organización para ayudar a los niños desfavorecidos del área metropolitana de Nueva York, Esto le valió para recibir, junto al jugador de los Lakers Michael Cooper el Premio Mejor Ciudadano J. Walter Kennedy en 1986.
Con la temporada 1987-88 ya comenzada, fue traspasado a Chicago Bulls a cambio de una futura segunda ronda del draft. durante un año se repartió con Sam Vincent la tarea de suplir a John Paxson desde el banquillo en el puesto de base, promediando al final 4,5 puntos y 2,9 asistencias por partido.
Al año siguiente los Bulls renunciaron a sus derechos, firmando como agente libre con los Miami Heat, que debutaban en la competición. Allí en su primera temporada regresó a la posición de titular, volviendo a los números de sus primeras temporadas en la liga, promediando 12,5 puntos (segundo en el equipo tras Kevin Edwards) y 5,4 asistencias por partido. La llegada al año siguiente del novato Sherman Douglas le restó protagonismo, siendo traspasado al término de la temporada a Sacramento Kings a cambio de Bimbo Coles.
En los Kings jugó una temporada como titular, ya con 32 años, promediando 10,4 puntos y 4,5 rebotes por partido. Regresó al año siguiente a los Bulls como agente libre, pero fue despedido tras 4 partidos. Acabó la temporada firmando con los Lakers, donde pondría fin a su carrera profesional.

## Estadísticas de su carrera en la NBA

### Temporada regular
| Temporada | Edad | Equipo             | Liga | P   | TIT | MIN  | TC  | TCA  | %TC  | 3P  | 3PA | %3P  | TL  | TLA | %TL  | R.OF. | R.DEF. | REB | ASIS | ROB | TAP | PER | FP  | PTS  |
| 1980-81   | 22   | New Jersey Nets    | NBA  | 15  |     | 14.1 | 1.5 | 4.2  | .349 | 0.0 | 0.0 |      | 0.8 | 1.1 | .750 | 0.5   | 0.7    | 1.2 | 2.1  | 0.9 | 0.2 | 1.2 | 1.0 | 3.7  |
| 1981-82   | 23   | Atlanta Hawks      | NBA  | 82  | 82  | 31.8 | 4.5 | 8.9  | .501 | 0.0 | 0.2 | .067 | 1.5 | 1.8 | .838 | 0.6   | 2.1    | 2.7 | 5.2  | 1.1 | 0.2 | 1.8 | 2.9 | 10.5 |
| 1982-83   | 24   | TOTAL              | NBA  | 81  | 58  | 30.0 | 4.8 | 10.0 | .484 | 0.1 | 0.3 | .227 | 1.8 | 2.5 | .739 | 0.8   | 2.1    | 2.8 | 4.9  | 1.3 | 0.1 | 2.4 | 3.1 | 11.6 |
| 1982-83   | 24   | Atlanta Hawks      | NBA  | 49  | 49  | 31.6 | 5.4 | 10.4 | .516 | 0.1 | 0.3 | .200 | 1.7 | 2.3 | .743 | 0.8   | 2.1    | 2.9 | 4.9  | 1.4 | 0.0 | 2.6 | 3.3 | 12.6 |
| 1982-83   | 24   | New York Knicks    | NBA  | 32  | 9   | 27.5 | 4.0 | 9.3  | .430 | 0.1 | 0.2 | .286 | 2.0 | 2.7 | .733 | 0.7   | 2.1    | 2.8 | 5.0  | 1.2 | 0.1 | 2.2 | 2.9 | 10.0 |
| 1983-84   | 25   | New York Knicks    | NBA  | 79  | 74  | 30.8 | 4.4 | 9.3  | .474 | 0.1 | 0.5 | .256 | 1.4 | 1.7 | .824 | 0.6   | 1.8    | 2.4 | 6.8  | 1.3 | 0.1 | 2.7 | 2.9 | 10.4 |
| 1984-85   | 26   | New York Knicks    | NBA  | 79  | 41  | 29.0 | 4.1 | 8.4  | .492 | 0.1 | 0.4 | .226 | 1.5 | 1.8 | .865 | 0.5   | 1.7    | 2.1 | 7.1  | 1.0 | 0.1 | 1.9 | 2.5 | 9.9  |
| 1985-86   | 27   | New York Knicks    | NBA  | 74  | 74  | 31.7 | 4.7 | 9.8  | .477 | 0.1 | 0.3 | .250 | 1.4 | 1.7 | .795 | 0.7   | 1.6    | 2.3 | 6.4  | 1.1 | 0.2 | 2.1 | 2.5 | 10.8 |
| 1986-87   | 28   | New York Knicks    | NBA  | 80  | 30  | 24.4 | 3.3 | 7.4  | .446 | 0.1 | 0.5 | .262 | 0.9 | 1.1 | .798 | 0.4   | 1.1    | 1.4 | 5.4  | 0.8 | 0.1 | 1.8 | 2.0 | 7.6  |
| 1987-88   | 29   | TOTAL              | NBA  | 58  | 25  | 18.0 | 2.0 | 5.1  | .399 | 0.0 | 0.2 | .154 | 0.4 | 0.6 | .727 | 0.3   | 1.0    | 1.2 | 2.9  | 0.7 | 0.1 | 1.0 | 1.4 | 4.5  |
| 1987-88   | 29   | New York Knicks    | NBA  | 3   | 0   | 17.3 | 1.7 | 6.3  | .263 | 0.0 | 0.3 | .000 | 0.0 | 0.0 |      | 0.3   | 0.3    | 0.7 | 1.7  | 1.3 | 0.0 | 2.0 | 2.3 | 3.3  |
| 1987-88   | 29   | Chicago Bulls      | NBA  | 55  | 25  | 18.0 | 2.0 | 5.0  | .409 | 0.0 | 0.2 | .167 | 0.4 | 0.6 | .727 | 0.3   | 1.0    | 1.3 | 2.9  | 0.7 | 0.1 | 0.9 | 1.3 | 4.5  |
| 1988-89   | 30   | Miami Heat         | NBA  | 80  | 79  | 32.7 | 5.6 | 12.3 | .452 | 0.2 | 0.9 | .243 | 1.2 | 1.3 | .879 | 0.7   | 2.0    | 2.7 | 5.4  | 1.3 | 0.2 | 2.6 | 2.1 | 12.5 |
| 1989-90   | 31   | Miami Heat         | NBA  | 82  | 25  | 21.4 | 2.6 | 6.2  | .412 | 0.1 | 0.5 | .200 | 0.7 | 0.9 | .766 | 0.5   | 1.2    | 1.7 | 3.6  | 0.6 | 0.0 | 1.2 | 1.7 | 5.9  |
| 1990-91   | 32   | Sacramento Kings   | NBA  | 80  | 74  | 29.7 | 4.6 | 9.5  | .491 | 0.4 | 1.0 | .397 | 0.7 | 1.0 | .699 | 0.6   | 1.8    | 2.3 | 4.5  | 1.0 | 0.2 | 1.6 | 2.4 | 10.4 |
| 1991-92   | 33   | TOTAL              | NBA  | 46  | 0   | 10.6 | 1.3 | 3.3  | .384 | 0.1 | 0.3 | .200 | 0.2 | 0.3 | .615 | 0.1   | 0.5    | 0.6 | 1.8  | 0.3 | 0.1 | 0.7 | 1.2 | 2.8  |
| 1991-92   | 33   | Chicago Bulls      | NBA  | 4   | 0   | 4.5  | 0.3 | 2.0  | .125 | 0.3 | 0.5 | .500 | 0.0 | 0.0 |      | 0.0   | 0.3    | 0.3 | 1.0  | 0.0 | 0.0 | 0.5 | 0.5 | 0.8  |
| 1991-92   | 33   | Los Angeles Lakers | NBA  | 42  | 0   | 11.2 | 1.4 | 3.4  | .399 | 0.0 | 0.3 | .154 | 0.2 | 0.3 | .615 | 0.1   | 0.6    | 0.6 | 1.9  | 0.3 | 0.1 | 0.7 | 1.3 | 3.0  |
| Total     |      |                    | NBA  | 836 | 562 | 27.0 | 3.9 | 8.4  | .466 | 0.1 | 0.5 | .260 | 1.1 | 1.4 | .797 | 0.5   | 1.6    | 2.1 | 5.0  | 1.0 | 0.1 | 1.8 | 2.3 | 9.0  |

### Playoffs
| Temp.   | Edad | Equipo             | Liga | P  | MIN | TCA | TC  | 3PA | 3P | TLA | TL | R.OF. | REB | ASIS | ROB | TAP | PER | FP | PTS | %TC  | %3P  | %FT   | MIN  | PTS  | REB | AST |
| 1981-82 | 23   | Atlanta Hawks      | NBA  | 2  | 69  | 5   | 12  | 0   | 1  | 4   | 4  | 2     | 8   | 11   | 2   | 0   | 7   | 7  | 14  | .417 | .000 | 1.000 | 34.5 | 7.0  | 4.0 | 5.5 |
| 1982-83 | 24   | New York Knicks    | NBA  | 6  | 202 | 30  | 71  | 1   | 5  | 17  | 21 | 3     | 13  | 42   | 7   | 0   | 13  | 18 | 78  | .423 | .200 | .810  | 33.7 | 13.0 | 2.2 | 7.0 |
| 1983-84 | 25   | New York Knicks    | NBA  | 12 | 389 | 54  | 121 | 2   | 6  | 24  | 30 | 10    | 26  | 86   | 12  | 1   | 30  | 41 | 134 | .446 | .333 | .800  | 32.4 | 11.2 | 2.2 | 7.2 |
| 1987-88 | 29   | Chicago Bulls      | NBA  | 7  | 106 | 10  | 32  | 2   | 4  | 4   | 6  | 0     | 3   | 18   | 4   | 0   | 4   | 11 | 26  | .313 | .500 | .667  | 15.1 | 3.7  | 0.4 | 2.6 |
| 1991-92 | 33   | Los Angeles Lakers | NBA  | 3  | 16  | 1   | 4   | 0   | 0  | 3   | 4  | 1     | 1   | 4    | 1   | 0   | 0   | 5  | 5   | .250 |      | .750  | 5.3  | 1.7  | 0.3 | 1.3 |
| Total   |      |                    | NBA  | 30 | 782 | 100 | 240 | 5   | 16 | 52  | 65 | 16    | 51  | 161  | 26  | 1   | 54  | 82 | 257 | .417 | .313 | .800  | 26.1 | 8.6  | 1.7 | 5.4 |